# الورثة (مسلسل)
الورثة، مسلسل تلفزيوني درامي كويتي. عرض بعام 2009 أخرجه غافل فاضل وكتبته إيمان سلطان.

## قصة المسلسل
اجتماع يجمع الإخوان من جديد.. ! 
تدور أحداث المسلسل عن وفاة رب أسرة تاركاً أموالاً وعقارات كثيرة لأبنائه، ولكنه اشترط في وصيته اجتماع أبنائه وأحفاده في بيت واحد لمدة ثلاثة أشهر، حتى يكون لكل منهم نصيب في هذه التركة، وعندما يجتمعون حسب الوصية تبدأ الخلافات في الظهور على السطح آخذة أشكالا متعددة وتعمل على تفرقة الإخوة وانقسامهم إلى أحزاب يعمل كل منهم ضد مصالح الآخر.

## الفنانون المشاركون بالعمل
| الفنان/ة            | الدور              |
| ------------------- | ------------------ |
| هدى حسين            | سعاد               |
| زهرة الخرجي         | سلوى               |
| حسين المنصور        | حمد                |
| عبد العزيز الحداد   | المحامي عبد الرحمن |
| عبد الله عبد العزيز |                    |
| مها محمد            |                    |
| شهاب جوهر           | طارق               |
| ملاك                | اسيل               |
| سلمى سالم           | نوال               |
| فخرية خميس          | مريم               |
| لطيفة المجرن        | العمة              |
| أحمد الصالح         | ضيف شرف، أبو حمد   |
| عبد الأمام عبد الله | ضيف شرف، أبو مريم  |
| رونق                |                    |
| بدور عبد الله       |                    |
| ناصح الفضلي         |                    |